# Deqing Leerpaleis
Deqing Leerpaleis is de Confuciustempel van Deqing, een gebied binnen de Guangdongse stadsprefectuur Zhaoqing. Sinds 1996 staat het gebouw op de Lijst van Nationaal Erfgoed (Volksrepubliek China). Het was een gebouw waar lokale jongens onderwijs konden volgen.
De tempel werd in 1011, tijdens de Noordelijke Song-dynastie gebouwd op een andere plek. Zeventig jaar later werd het gebouw op de plek waar het nu staat opgericht. Door een overstroming werd het gebouw verwoest. In 1297 werd de tempel opnieuw gebouwd. Het huidige gebouw stamt dus uit de Yuan-dynastie. Vanaf de Ming-dynastie is het gebouw meerdere malen gerestaureerd.